# Ormeniș
Ormeniș (en allemand: Ermesch, en hongrois: Ũrmös) est une commune roumaine du județ de Brașov, dans la région historique de Transylvanie. Elle est composée d'un seul village, Ormeniș.

## Localisation
Ormeniș est située à l'extrémite nord-est du comté de Brașov avec județ de Covasna, à la 44,6 km du centre-ville de Brașov.

## Monuments et lieux touristiques
- Site archéologique Tepeiul Ormenișului (IVe siècle)
- Réserve naturelle Locul fosilifer de la Ormeniș (aire protégée avec une superficie de 2,80 ha)